# The First Mini Album (Orange Caramelのアルバム)
『The First Mini Album』(ザ・ファースト・ミニアルバム)は、韓国の音楽ユニットのオレンジキャラメルの最初のミニ・アルバムである。

## 収録曲
1. 魔法少女(마법소녀) - 3:08
2. 愛を先送りすることはできないのですか(사랑을 미룰 순 없나요) - 3:23
3. 魔法少女 (Inst.) - 3:08
4. 愛を先送りすることはできないのですか (Inst.) - 3:23